# 20 kilomètres marche masculin aux Jeux olympiques d'été de 2000
Navigation
Atlanta 1996 Athènes 2004
L'épreuve du 20 kilomètres marche masculin aux Jeux olympiques de 2000 s'est déroulée le 22 septembre 2000 dans les rues de Sydney, en Australie avec un départ et une arrivée au Stadium Australia.  Elle est remportée par le Polonais Robert Korzeniowski.

## Résultats

### Finale
| Rang               | Athlète                | Pays         | Temps           | Note |
| ------------------ | ---------------------- | ------------ | --------------- | ---- |
| Médaille d'or      | Robert Korzeniowski    | Pologne      | 1 h 18 min 59 s | OR   |
| Médaille d'argent  | Noé Hernández          | Mexique      | 1 h 19 min 03 s | PB   |
| Médaille de bronze | Vladimir Andreev       | Russie       | 1 h 19 min 27 s |      |
| 4                  | Jefferson Pérez        | Équateur     | 1 h 20 min 18 s |      |
| 5                  | Andreas Erm            | Allemagne    | 1 h 20 min 25 s |      |
| 6                  | Roman Rasskazov        | Russie       | 1 h 20 min 57 s |      |
| 7                  | Paquillo Fernández     | Espagne      | 1 h 21 min 01 s |      |
| 8                  | Nathan Deakes          | Australie    | 1 h 21 min 03 s | SB   |
| 9                  | Alessandro Gandellini  | Italie       | 1 h 21 min 14 s |      |
| 10                 | Nicholas A'Hern        | Australie    | 1 h 21 min 34 s |      |
| 11                 | Michele Didoni         | Italie       | 1 h 21 min 43 s | SB   |
| 12                 | Daniel Garcia          | Mexique      | 1 h 22 min 05 s | SB   |
| 13                 | Yu Guohui              | Chine        | 1 h 22 min 32 s | SB   |
| 14                 | Aigars Fadejevs        | Lettonie     | 1 h 22 min 43 s |      |
| 15                 | Ilya Markov            | Russie       | 1 h 23 min 03 s |      |
| 16                 | Giovanni de Benedictis | Italie       | 1 h 23 min 14 s |      |
| 17                 | Andrey Makarov         | Biélorussie  | 1 h 23 min 33 s |      |
| 18                 | Costică Bălan          | Roumanie     | 1 h 23 min 42 s |      |
| 19                 | Jiří Malysa            | Tchéquie     | 1 h 24 min 08 s |      |
| 20                 | David Márquez          | Espagne      | 1 h 24 min 36 s |      |
| 21                 | Artur Meleshkevich     | Biélorussie  | 1 h 24 min 50 s |      |
| 22                 | Satoshi Yanagisawa     | Japon        | 1 h 25 min 03 s |      |
| 23                 | Moussa Aouanouk        | Algérie      | 1 h 25 min 04 s |      |
| 24                 | Arturo Huerta          | Canada       | 1 h 25 min 24 s |      |
| 25                 | Dion Russell           | Australie    | 1 h 25 min 26 s |      |
| 26                 | Tim Berrett            | Canada       | 1 h 25 min 29 s |      |
| 27                 | Daisuke Ikeshima       | Japon        | 1 h 25 min 34 s |      |
| 28                 | Robert Heffernan       | Irlande      | 1 h 26 min 04 s |      |
| 29                 | Sándor Urbanik         | Hongrie      | 1 h 26 min 16 s |      |
| 30                 | Shin Il-Yong           | Corée du Sud | 1 h 26 min 22 s |      |
| 31                 | Igor Kollár            | Slovaquie    | 1 h 26 min 31 s |      |
| 32                 | Luis Fernando García   | Guatemala    | 1 h 27 min 16 s |      |
| 33                 | Anthony Gillet         | France       | 1 h 27 min 36 s |      |
| 34                 | Mikhail Khmelnitskiy   | Biélorussie  | 1 h 28 min 02 s |      |
| 35                 | José David Dominguez   | Espagne      | 1 h 28 min 16 s |      |
| 36                 | Hatem Ghoula           | Tunisie      | 1 h 28 min 16 s |      |
| 37                 | Gyula Dudás            | Hongrie      | 1 h 28 min 34 s |      |
| 38                 | Valeriy Borisov        | Kazakhstan   | 1 h 28 min 36 s |      |
| 39                 | David Kimutai          | Kenya        | 1 h 28 min 45 s |      |
| 40                 | Timothy Seaman         | États-Unis   | 1 h 30 min 32 s |      |
| 41                 | Róbert Valíček         | Slovaquie    | 1 h 30 min 46 s |      |
| 42                 | Julius Sawe            | Kenya        | 1 h 30 min 55 s |      |
| 43                 | Julio René Martínez    | Guatemala    | 1 h 31 min 47 s |      |
| 44                 | Ramy Deeb              | Palestine    | 1 h 32 min 32 s | NR   |
| —                  | Efim Motpan            | Moldavie     | DNF             |      |
| —                  | Maris Putenis          | Lettonie     | DQ              |      |
| —                  | Bernardo Segura        | Mexique      | DQ              |      |
| —                  | João Vieira            | Portugal     | DNS             |      |

## Légende
Records et Performances
- AR : Record continental (area record)
- CR : Record des championnats (championship record)
- MR : Record du meeting (meet record)
- NR : Record national (national record)
- OR : Record olympique (olympic record)
- PR : Record paralympique (paralympic record)
- PB : Record personnel (personal best)
- SB : Meilleure performance personnelle de la saison (season's best)
- WL : Meilleure performance mondiale de l'année (world leader)
- WJR : Record du monde junior (world junior record)
- WR : Record du monde (world record)

Circonstances et Conditions
- DNF : N'a pas terminé (did not finish)
- DNS : N'a pas pris le départ (did not start)
- DQ : Disqualification (disqualification)
- NM : Aucun essai valable enregistré (No Mark)
- Q : Qualifié « directement » au prochain tour (ou à la prochaine compétition), lors d'une compétition majeure, grâce au classement ou à la réalisation des minima (automatic qualifier)
- q : Qualifié au prochain tour (ou à la prochaine compétition), lors d'une compétition majeure, grâce au repêchage ou à la réalisation de l'une des meilleures performances parmi celles des « non qualifiés directement » (grâce au meilleur temps ou à la meilleure distance par exemple) (secondary qualifier)